# 荆村遗址
荆村遗址，位于山西省运城市万荣县万泉乡荆村西北500米，是中华人民共和国山西省文物保护单位之一。
1965年5月24日，授予山西省文物保护单位，是一座古遗址。